# Ola Kimrin
Ola Fredrik Andreas Kimrin (24 de fevereiro de 1972, Malmö, Suécia), é um ex-jogador de futebol americano, que atuava na posição de kicker na NFL.
Kimrin é mais conhecido por ter chutado um field goal de 65 jardas durante a pré-temporada de 2002 da NFL. Esse chute foi mais longo que a marca estabelecida por Tom Dempsey e Jason Elam (63 jardas); contudo, tal chute não entra para as estatísticas oficiais da NFL por ter sido desferido em um jogo de pré-temporada. A sombra de Elam ainda vitimaria Kimrin mais uma vez, pois, mesmo com esse chute incrível, ele seria dispensado dos Broncos em detrimento de Elam. Fez relativo sucesso atuando na NFL Europa.